# Jamaikanische Davis-Cup-Mannschaft
Die jamaikanische Davis-Cup-Mannschaft ist die Tennisnationalmannschaft Jamaikas. In der Saison 2011 stieg das Team aus der Gruppe III der Amerika-Zone in die Gruppe IV ab.

## Geschichte
Seit ihrem ersten Auftritt im Davis Cup 1988 spielte Jamaikas Mannschaft meist eine geringe Rolle im internationalen Tennissport. In der Saison 1997 erreichte man das Finale der Gruppe III und stieg in die Gruppe II auf. Dort unterlag das Team aber Peru mit 0:5 und musste in die Relegation, wo man Paraguay mit 0:5 unterlag und direkt wieder abstieg. 2003 gelang erneut der Aufstieg in die Gruppe II, wo man sich bis 2007 nur durch Siege in der Relegation halten konnte, ehe Jamaika erneut abstieg. 2008 folgte der erneute Aufstieg, doch dieses Mal musste das Team erneut direkt den Gang in die Gruppe III hinnehmen. Die Saison 2011 beendete Jamaika ohne Sieg und stieg somit erstmals in die Gruppe IV ab.